# كتيبة بانزر الثقيلة 503
كتيبة بانزر الثقيلة 503 (بالألمانية: schwere Panzerabteilung 503)؛ اختصار: "s. Pz.Abt. 503 ") أبتاليون بانزر ألماني مجهزة بدبابات تايجر 1 وبانزر III الدبابات. في عام 1944، أعيد تجهيزها بدبابات تايجر 2 الجديدة. شهدت الكتيبة تحركًا على الجبهتين الشرقية والغربية خلال الحرب العالمية الثانية. كما هو الحال مع كتائب الدبابات الثقيلة الألمانية الأخرى، لم يتم تعيينها عادةً لفيلق واحد، ولكن تم تبديلها وفقًا لظروف الحرب. في وقت لاحق أصبحت الكتيبة جزءًا من فيلق بانزر فيلدرهنرهال المشكل حديثًا في كتيبة الدبابات الثقيلة.

## الحرب العالمية الثانية
تم إنشاء الوحدة في 4 مايو 1942. تألفت الوحدة من 45 دبابة تايجر في 10 مايو 1943. في أعقاب معركة ستالينجراد، تم نشر الكتيبة في مجموعة جيوش الدون ووصلت إلى الجبهة في 1 يناير 1943. تم تكليف الكتيبة، مع العديد من فرق جيش بانزر الرابع، بتأمين انسحاب مجموعة الجيوش أ؛ ثم تراجعت إلى روستوف. في 11 فبراير 1943، تم نقل الوحدة إلى خاركيف. شاركت في معركة خاركوف الثالثة وعملية القلعة في عام 1943. قبل أربعة أيام من بدءعملية القلعة، أفادت الكتيبة أن 42 من دبابات تايجر الـ45 كانت تعمل. فقدت الوحدة ثلاثة دبابات تايجر أثناء العملية وخمسة أخرى خلال المعتكف اللاحق.
في يناير 1944 ، شكلت الكتيبة، مع فوج بانزر ووحدات المشاة، فوج بانزر بيك. كان الفوج جزءًا من قوة الإغاثة، التي حاولت اختراق القوات المحاصرة في معركة جيب كورسون-تشيركاسي دون جدوى. ثم حوصرت الكتيبة في جيب Kamenets-Podolsky. في أواخر أبريل 1944، تم حل الفوج وأرسل الغرب لإعادة تجهيزه وتجهيزه بـ 45 تايجر 2 جديدة.

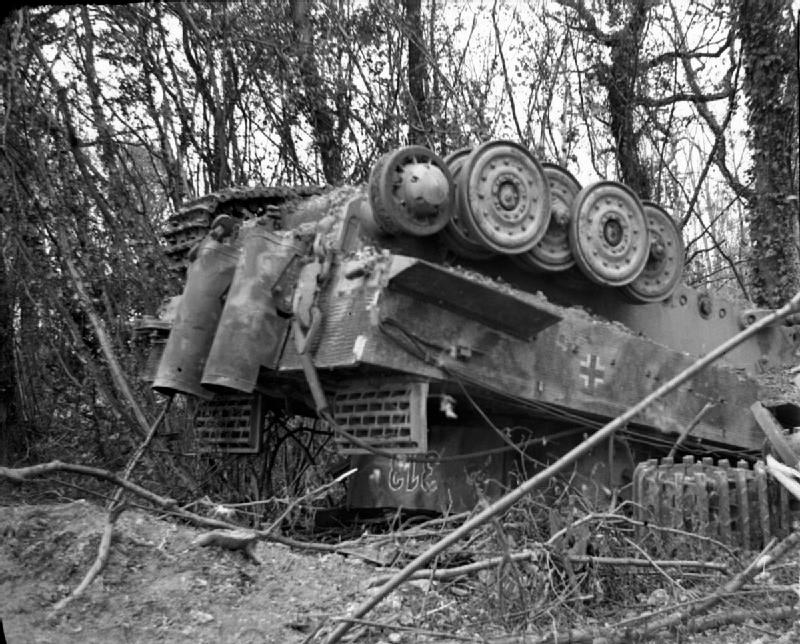
دبابة تايجر 1 من الكتيبة 503 في مانفيل انقلبت بسبب القصف أثناء عملية جودوود.

## القادة
- ؟؟؟ ؟؟؟ ؟؟؟ بوست (مايو 1942 - 28 يناير 1943)
- إريك هويزل (28 يناير 1943 - مايو 1943)
- كليمنس-هاينريش جراف فون كاجينيك (يوليو 1943 - 30 يناير 1944)
- رولف فروم (فبراير 1944 - ديسمبر 1944)
- نوردوين فون ديست-كوبر (ديسمبر 1944 - فبراير 1945)

### قائمة المراجع
- Lochmann, Franz Wilhelm (2009). Erinnerungen an die Tiger-Abteilung 503: die schwere Panzerabteilung 503 an den Brennpunkten der Front in Ost und West [Memories of the Tiger Department 503: the heavy Tank Battalion 503 at the focal points of the Eastern and Western Front] (بالألمانية). Flechsig. ISBN:978-3-88189-779-2.

## روابط خارجية
- تاريخ وحدة Schwere Panzer-Abteilung 503

1. ↑  "معلومات عن كتيبة بانزر الثقيلة 503 على موقع viaf.org". viaf.org. مؤرشف من الأصل في 2021-04-13.
2. ↑  "معلومات عن كتيبة بانزر الثقيلة 503 على موقع id.loc.gov". id.loc.gov. مؤرشف من الأصل في 2021-05-10.